# Філоненко Віктор Йосипович
Філоненко Віктор Йосипович (1884-1977) — український етнолог і тюрколог, дослідник культури народів Криму.

## Життєпис
Після закінчення гімназії В. Й. Філоненко вступив на східний факультет С.-Петербурзького університету (відділення арабсько-персько-турецько-татарських мов). Серед професорів, що викладали в столичному вузі в ті роки, були прославлені російські орієнталісти В. В. Бартольд, В. Р. Розен, В. Д. Смирнов, О. Є. Шмідт. У роки навчання в університеті В. Й. Філоненко подружився з І. Ю. Крачковським, С. Є. Масловим, О. М. Самойловичем, М. К. Дмитрієвим, що залишалися для нього еталоном сумлінного ставлення до наукової праці.
Закінчивши університетський курс у 1908, подав заяву в Міністерство освіти, попечителю Оренбурзького навчального округу, про надання місця викладача середніх навчальних закладів. Незабаром він обійняв посаду викладача російської мови і словесності в старших класах 2-ї жіночої гімназії м. Уфи, де проробив 8 років до 1915 року.
У 1915 переведений у Сімферополь у розпорядження попечителя Одеського навчального округу. Він одержав посаду інспектора Сімферопольської татарської вчительської школи, де також викладав російську мову і словесність. Таку посаду в татарському Криму, як правило, займала особа, що мала фахову освіту зі знанням східних мов. Так, попередниками В. Й. Філоненка на цій посаді були відомі знавці караїмської і кримськотатарської культури і мов Х. А. Монастирлі та І. І. Казас. Рекомендацію для В. Й. Філоненка на цю посаду дав відомий етнограф Криму О. М. Самойлович [1, с. 7-8].
В революційні роки цей самобутній навчальний заклад був закритий і В. Й. Філоненко перейшов на роботу до Таврійського університету на факультет східних мов, де був обраний приват-доцентом кафедри перської мови. Після прочитання вступних лекцій йому було дозволено читати лекції з перської мови, перської літератури й історії Персії. Одночасно він працював у середній школі і викладав лекції на робітничому факультеті університету [2, арк. 42-51].
У 1925 Таврійський університет був перетворений у педінститут з відділенням кримськотатарської мови і культури. В. Й. Філоненка було призначено завідувачем цим відділенням з дозволом читання лекцій із перської літератури, етнографії турецько-кримськотатарських народів. У 1929 р., коли кафедра перської мови і літератури та відділення кримськотатарської мови і культури Кримського педінституту були скасовані, професору В. Й. Філоненку було доручено читання лекцій на відділенні російської мови і літератури інституту.
У 1930 обраний науковим співробітником 1-го розряду Кримського науково-дослідного інституту кафедри антропології й етнографії. Крім цього, він був членом Таврійського товариства історії, археології й етнографії, Кримської секції науковців, педагогічного товариства (учасником з'їздів і конференцій); був делегатом Всекримської конференції з реорганізації кримськотатарського алфавіту (1921 р.); Всекримської конференції науковців (1926 р.); Всесоюзної конференції археологів у Керчі (з нагоди 100-річчя Керченського музею старожитностей — 1927 р.); Наукової наради з питань археології в м. Херсонесі (1930 р.).
Після двадцятилітньої роботи в Криму етнограф був запрошений на науково-дослідну роботу в Каракалпацький вчительський інститут, де був завідувачем кафедри російської мови і літератури. У 1936 р. В. Й. Філоненка було обрано за конкурсом професором і завідувачем кафедри російської літератури в Кабардино-Балкарський педагогічний інститут у м. Нальчику. У 1938 р. ВАК затвердила В. Й. Філоненка в званні професора кафедри російської літератури і присудила науковий ступінь кандидата філологічних наук без захисту кандидатської дисертації .
З 1945 р. проф. В. Й. Філоненко працював у П'ятигорському педагогічному інституті, реорганізованому надалі в П'ятигорський інститут іноземних мов [3, арк. 12].

## Краєзнавча та етнографічна діяльність
Краєзнавча діяльність в галузі вивчення культури народів Криму під час його роботи на півострові і вже після від'їзду заклала основи наукового кримознавства. У зв'язку з цим насамперед виділяється його дослідження «Чергові завдання сучасної кримської етнографії і робота Товариства з питань вивчення Криму» (1929 р.). Доповідь була прочитана на з'їзді етнографів. Автором були дані узагальнення про системні дослідження в галузі етнографічного вивчення народів Криму. «З цим, — пише автор, — справи у Криму не зовсім благополучні, тому що Крим з древніх часів є територією найбільш різноплемінною і багатомовною». За статистичними даними, у 1920-х рр. тут проживало понад 30 народностей.
Основними завданнями у вивченні етнографії народів Криму вчений вважав точне статистичне визначення в цифрах всіх етносів Криму, зіставлення їхніх етнографічних особливостей, вивчення побуту народів. До дослідження етнографічного побуту автор також відніс і економічне вивчення народного побуту з усіма його соціально-побутовими питаннями. Важливим завданням етнографії 1920-1930-х рр., на думку автора, є вивчення етнографії сучасного міста: це дослідження літератури, що видавалась, історико-етнографічні відомості про театри, живопис, екскурсії, кінотеатри, клуби та ін. Наступним етапом вивчення міста повинно стати дослідження матеріальної культури (житло, одяг, домашнє начиння, кухня, професії народів та ін.). На думку В. Й. Філоненка, завданнями етнографії є описові функції, запис тих чи інших казок, пісень, вивчення вишивок, орнаментів, костюмів. Краєзнавець помітив, що на зміну пісні приходить ще не дуже давно зневажувана народна частівка. Хоча народна поезія, на думку автора, різноманітна не тільки своїм художнім змістом, але й відображенням історичних подій. У висновку доповіді для систематизації етнографічної роботи вчений запропонував відкрити кафедру етнографії при Кримському науково-дослідному інституті або при Товаристві з питань вивчення Криму. [4, арк. 1-7].
Іншою невідомою раніше роботою в галузі історії вивчення Криму є виявлена нами стаття вченого етнографічного характеру (автограф) «Чергові завдання етнографічного вивчення народностей Криму й останні результати наукових праць у цьому напрямку». Доповідь була зачитана на засіданні державної республіканської планової комісії при Раді Народних Комісарів Кримської АРСР (на секції соціальної культури). В етнографічному дослідженні автор звертає увагу на різноманіття етнічного складу Кримського півострова (кримські татари, росіяни, німці, євреї, греки, болгари, вірмени, караїми, цигани й ін.) і відзначає, що всі ці народи зовсім не вивчені в аспекті етнографії. Винятком став лише південнобережний тип кримських татар (з житло-побутового боку). Дослідниками не вивчені етноси ні з боку визначення чисельності, ні в аспекті фіксації меж їх територіального проживання. Автором було запропоновано починати дослідження в галузі етнографії будь-якого етносу зі стану сучасного села і ставитися до нього не як до музею старожитностей, а як до галузі дослідження побуту, економіки, господарства, індустріалізації й ін. Для реалізації цієї програми В. Й. Філоненко поставив більш конкретні завдання: монографічний опис і дослідження кількох національних сіл з різним соціально-економічним рівнем; вивчення сучасного міста; дослідження матеріальної культури різних кримських етносів; дослідження усної народної творчості міста і села з вивченням у фольклорі подій останнього і недавнього років; фіксація і дослідження приказок, казок, легенд; організація фольклорних станцій, гуртків; етнографічне дослідження дитячого побуту; організація дослідницьких етнографічних експедицій і таке інше [5, арк. 1-8].
Цікавим неопублікованим джерелом є збережені в особистому фонді вченого в Державному архіві Автономної Республіки Крим дослідження В. Й. Філоненка «Витяги з друкованих джерел (про словникове запозичення і словотвір)». Цей рукопис став результатом 40-літнього збору й системного аналізу ним словотворень у тюркських народів колишнього СРСР [6, арк. 1-69].
Проблемі вивчення етнографії народів Криму присвячене дослідження «Етнографічне вивчення народностей Криму» (1928 р.) Мета доповіді -зацікавити краєзнавчі товариства, що займаються вивченням етнографії, в наданні необхідної допомоги в дослідженні етносів Криму. На думку автора, необхідним є фіксація етнографічного матеріалу. «Етнографія,- пише В. Й. Філоненко,- це наука про морфологію і динаміку культури людських суспільств, вона має величезне значення для дослідження Криму» [7, арк. 106—107].
Потрібно відзначити, що всі етнографічні дослідження, проведені проф. В. Й. Філоненком, чи то в 1930-ті чи 1960-ті роки, — це результат вивчення народів Криму, що велося протягом усього життя і було оприлюднене наприкінці життєвого шляху і навіть після смерті вченого. У зв'язку з цим безсумнівний інтерес для відновлення окремих сторінок історії розвитку сходознавства Криму становить листування проф. В. Й. Філоненка з його багаторічними друзями Б. Я. Кокснаєм, М. І. Артамановим, І. С. Кая, Е. І. Пейсахом та ін.
Особливу увагу у своїй творчості В. Й. Філоненко приділив історії і культурі караїмів. В архіві зберігаються рукописні його роботи 1928—1929 р., об'єднані під загальним заголовком «Матеріали про караїмів». Етнограф виділяє основні міста розселення караїмського народу: Бахчисарай, Євпаторія, Сімферополь, Феодосія та ін.; міркує про самоназву і релігію цього народу, зупиняється на вивченні домашнього побуту й одягу караїмів, де згадує про його схожість з кримськотатарським [8, арк. 1- 45].
Одним з аспектів діяльності етнографа стало антропологічне дослідження кримчацької народності. Підсумком цієї роботи стали окремі етюди, в яких В. Й. Філоненко зупинився на різних аспектах культури і мови кримчаків [9, л.16].
Підсумком проведеної влітку в 1928 р. проф. В. Й. Філоненком і студенткою Кримського педагогічного інституту З. Зенчин етнографічної експедиції стала фіксація досить великої кількості пісень, загадок, примовок і частівок кримчаків. Зібраний фольклорний матеріал складався з обрядового, побутового й історичного дослідницького змісту [10, арк. 15]. Інтерес викликає рукописний конспект (на 41 сторінці), що містить тюрко-кримськотатарські прислів'я і приказки, зафіксовані В. Й. Філоненком (237 одиниці) [11, арк. 1-41].